# Kolín
Kolínⓘ (niem. Kolin, dawniej niem. Köln an der Elbe) – miasto w Czechach nad rzeką Łabą, w kraju środkowoczeskim. Według danych z 1 stycznia 2024, liczba mieszkańców miasta wynosi 33 229 osób (32. miejsce w kraju).
Jest ważnym węzłem kolejowym i ośrodkiem przemysłu chemicznego, maszynowego, elektrotechnicznego, elektronicznego, środków transportu, spożywczego oraz poligraficznego.
W Kolinie ma siedzibę spółka Toyota Motor Manufacturing Czech Republic produkująca w tutejszym zakładzie samochody Citroën C1, Peugeot 108 i Toyota Aygo.

## Historia
Kolín został założony około roku 1261 (pierwsza wzmianka pisemna) przez Przemysła Ottokara II, jednakże teren ten był już zamieszkany od czasów prehistorycznych, a obecność Słowian datowana jest od VI wieku. W roku 1437 założono tu gród, przebudowany potem na zamek i browar. W 1932 r. wybudowano elektrownię z najwyższym wówczas kominem w Czechach.
W 1757 r. miała tu miejsce jedna z najkrwawszych bitew wojny siedmioletniej między wojskami pruskimi i austriackimi.

## Zabytki
Rynek Kolína z barokowymi kamienicami i neorenesansowym ratuszem wraz z historycznym centrum miasta oraz żydowskim gettem z synagogą objęto ścisłą opieką konserwatorską. Wczesnogotycka katedra św. Bartłomieja z drugiej połowy XIII wieku jest narodową pamiątką kultury. W miejscowości znajduje się także cerkiew św. Jana Chrzciciela.

## Galeria

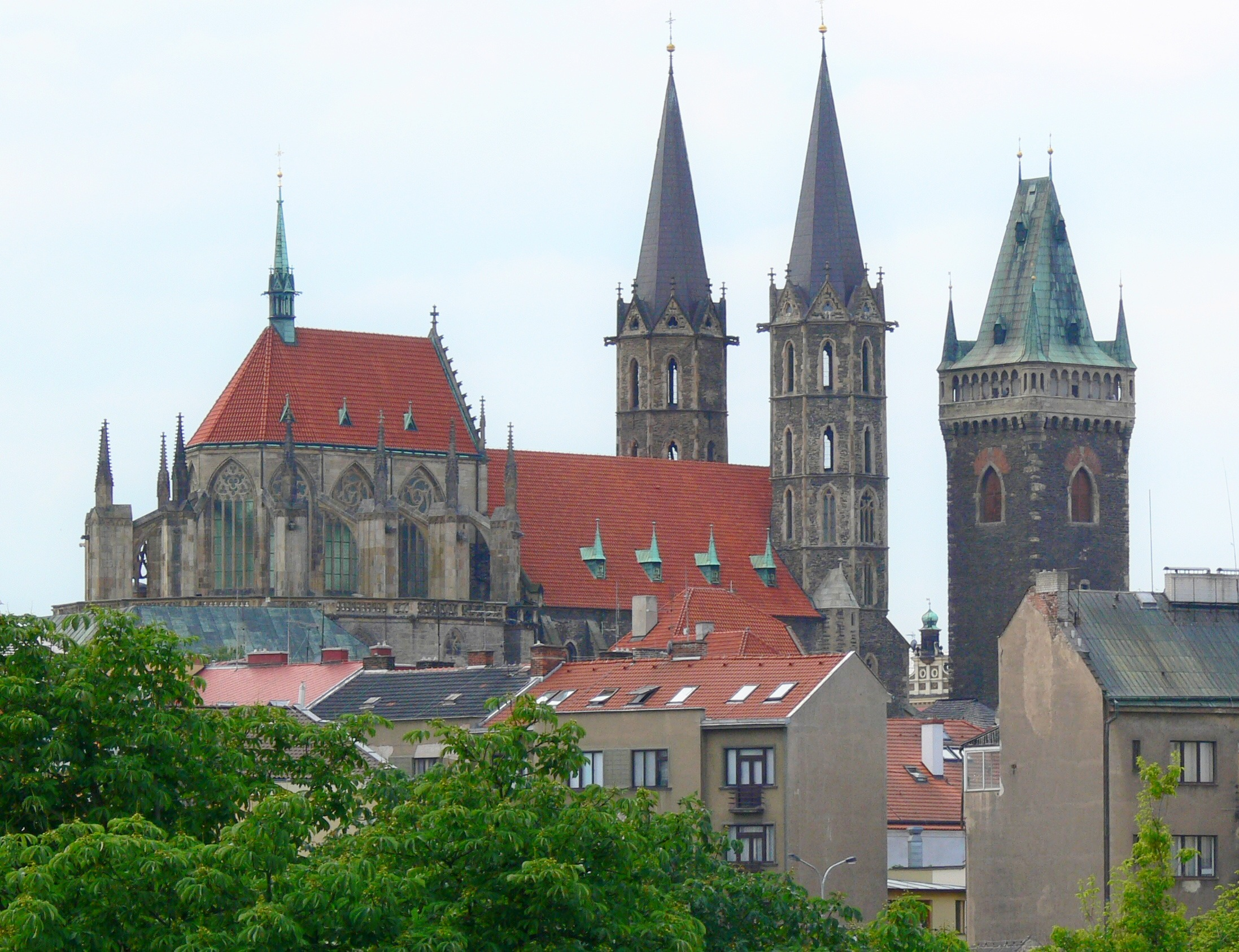
Kościół św. Bartłomieja
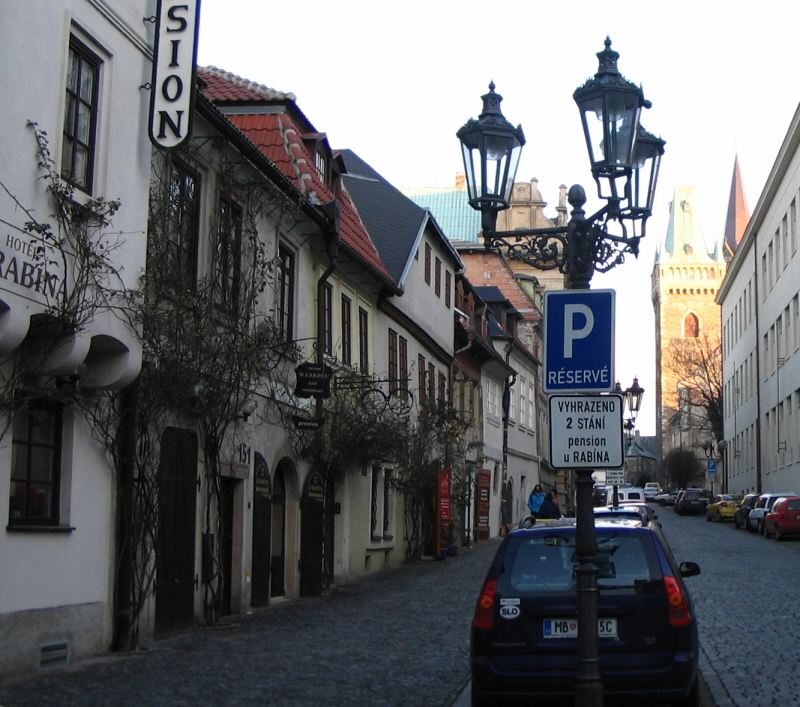
Dawna dzielnica żydowska
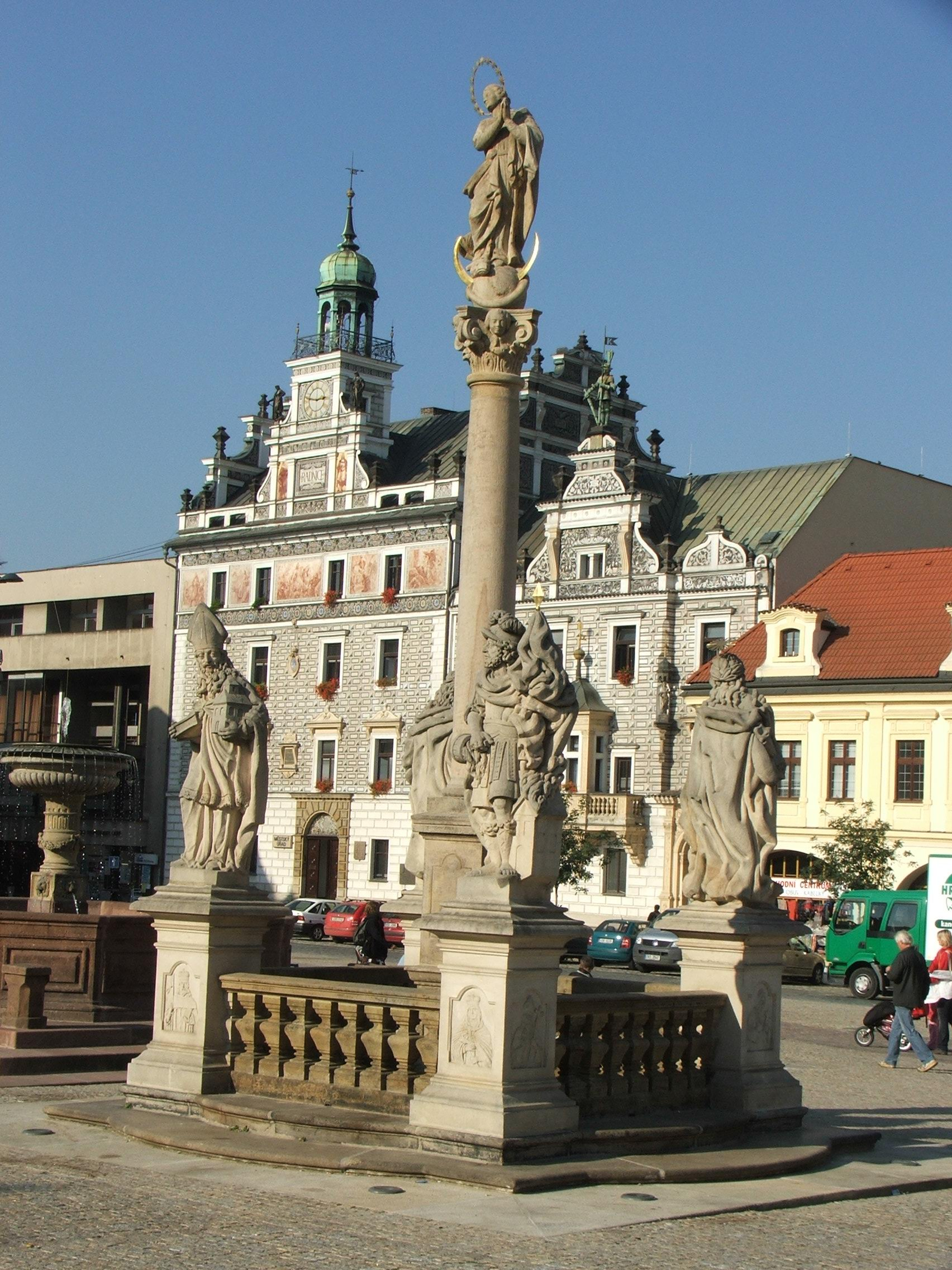
Słup morowy na rynku
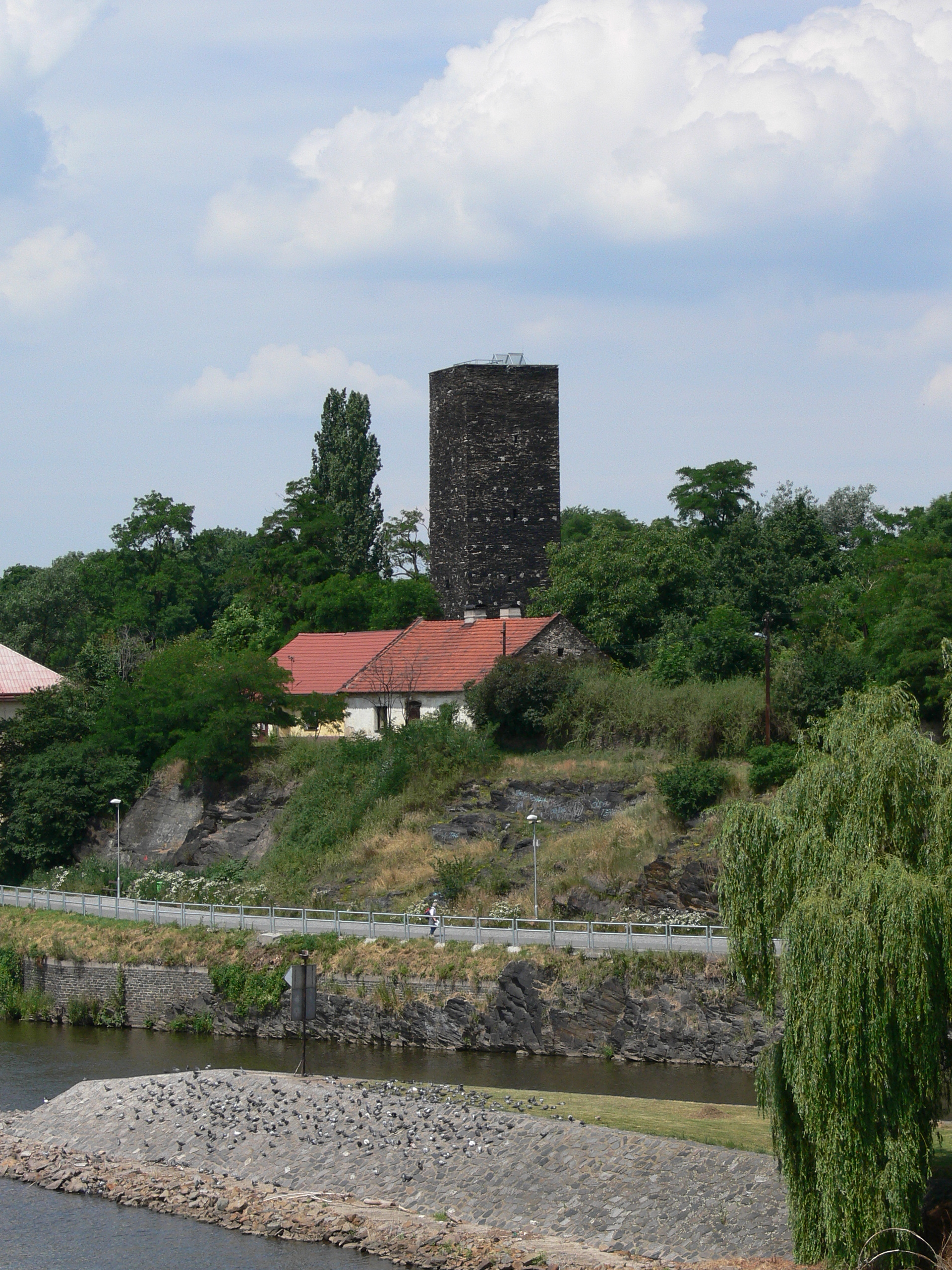
Wieża prochowa

## Współpraca
- Dietikon, Szwajcaria
- Gransee, Niemcy
- Kamenz, Niemcy
- Lubań, Polska
- Rymawska Sobota, Słowacja